# Brad Gilbert
Brad Gilbert (n. 9 august 1961, Oakland, California, SUA) este un jucător de tenis american, medaliat olimpic. A participat la o ediție a Jocurilor Olimpice (1988) în care a câștigat o medalie de bronz.

## Participări
Lista de mai jos prezintă principalele competiții la care a participat Brad Gilbert de-a lungul carierei.
- tennis at the 1988 Summer Olympics – men's singles[*]